# 茨木本線料金所
茨木本線料金所（いばらきほんせんりょうきんじょ）はかつて大阪府茨木市にあった近畿自動車道の本線料金所。
1970年に近畿自動車道が開通した時に開設され、松原方面の料金（均一）を収受していた。名神高速道路の茨木ICとの区別のため、通行料金の領収書には「近畿茨木」と印字され、道路交通情報では「近畿茨木（料金所）」とも呼ばれた。
1994年に吹田JCTのリフレッシュ工事完成と同時期に廃止され、大阪モノレールの南茨木駅と沢良宜駅の中間あたりで南行き車線の路肩が広くなった料金所跡が残る。廃止前は当所を先頭とする下り線の渋滞が頻発していたが、廃止後は吹田ICで近畿道の通行料金と中国自動車道・名神高速道路の通行料金が合併収受されるようになり、車の流れが改善した。

## 隣
近畿自動車道
(35)吹田JCT/IC - 茨木本線料金所 - (1)摂津北IC - (2)摂津南IC